# Biadaszki (województwo łódzkie)
Biadaszki – wieś w Polsce położona w województwie łódzkim, w powiecie wieruszowskim, w gminie Galewice.
| SIMC    | Nazwa   | Rodzaj     |
| ------- | ------- | ---------- |
| 0197190 | Bocian  | przysiółek |
| 0197209 | Olendry | część wsi  |

W 2004 roku w Biadaszkach mieszkały 294 osoby.
W latach 1975–1998 miejscowość administracyjnie należała do województwa kaliskiego.
Biadaszki należą do parafii Węglewice, przed jej powstaniem należały do parafii Cieszęcin.
W Biadaszkach mieściła się szkoła podstawowa.

## Historia

### W Polsce przedrozbiorowej
Nazwa wsi pochodzi prawdopodobnie od słowa bieda, na mapach niemieckich oraz rosyjskich z XIX w. funkcjonuje również nazwa Biadoszka. W okresie I Rzeczypospolitej wieś znajdowała się w granicach Korony i administracyjnie przynależała najpierw do ziemi rudzkiej a później wieluńskiej w województwie sieradzkim.

### 1793–1918
Wskutek II rozbioru Rzeczypospolitej Biadaszki znalazły się pod okupacją pruską.
W latach 1807–1815 przynależały do Księstwa Warszawskiego, a następnie od 1815 do 1867 do Królestwa Polskiego. Po zniesieniu autonomii Królestwa przez cara Aleksandra II, Biadaszki stały się integralną częścią Imperium Rosyjskiego.
Podczas I wojny światowej ziemie te okupowały wojska Niemiec i Austro-Węgier.

### 1919–1939
Po odzyskaniu przez Polskę niepodległości, Biadaszki wróciły w jej granice.
W tym czasie we wsi funkcjonowała już szkoła.